# اینگریدا سیمونیت
اینگریدا سیمونیت (انگلیسی: Ingrida Šimonytė؛ زادهٔ ۱۵ نوامبر ۱۹۷۴) اقتصاددان و سیاست‌مدار اهل لیتوانی است. وی پیش از این وزیر دارایی لیتوانی بود. در ۲۰۱۳ به عنوان معاون هیئت مدیره بانک لیتوانی منصوب شد. سیمونیت به موازات وظایف شغلی خود در دانشکده اقتصاد، روابط بین‌الملل و علوم سیاسی دانشگاه ویلنیوس اقتصاد تدریس می‌کرد. علاوه بر این اقتصاد دولتی را در دانشگاه مدیریت و اقتصاد نیز تدریس می‌کرد. در ۳۱ اکتبر ۲۰۱۶ در پی انتخابات پارلمانی لیتوانی (۲۰۱۶) از حوزه انتخاباتی آنتاکالنیس به عضویت پارلمان لیتوانی (سیماس) درآمد. در چهارم نوامبر ۲۰۱۸ در انتخابات مقدماتی حزب راست‌گرای میانه اتحاد ملی ۷۸٫۷۱ درصد را به نسبت ویگاداس اوسکاس به دست آورد تا بتواند در انتخابات ریاست‌جمهوری لیتوانی (۲۰۱۹) برای نامزدی از جانب حزب اتحاد ملی شرکت کند. او به عنوان رئیس کمیته بالغین خدمت کرده‌است. علاوه بر این سیمونیت به زبان‌های لیتوانیایی، انگلیسی، هلندی، روسی و همچنین سوئدی صحبت می‌کند.

## زندگی شخصی
سیمونیت علاوه بر زبان مادری خود یعنی لیتوانیایی، به انگلیسی، لهستانی و روسی و همچنین سوئدی در سطح پایه صحبت می‌کند. او ازدواج نکرده و فرزندی ندارد.

## فعالیت حرفه ای

### سال‌های اولیه کار
در سال ۱۹۹۷، سیمونیت پس از استخدام در وزارت دارایی در بخش مالیات، برای اولین بار به عنوان یک اقتصاددان و کارمند عمومی کار حرفه ای خود را آغاز کرد. بین سال‌های ۱۹۹۸ و ۲۰۰۱، سیمونیت به عنوان اقتصاددان در بخش مالیات وزارت کار می‌کرد، و بعداً به عنوان رئیس بخش مالیات غیرمستقیم وزارت منصوب شد، منصبی که تا سال ۲۰۰۴ در سمت خود باقی ماند، و سپس وزیر امور مالی شد و بعداً معاون وزیر دارایی شد. وی در سال ۲۰۰۹ از سمت خود استعفا داد و به عنوان وزیر دارایی منصوب شد.

### وزارت دارایی
در سال ۲۰۰۹، سیمونیت به عنوان وزیر دارایی در کابینه دوم نخست‌وزیر آندریوس کوبیلیوس معرفی شد و جایگزین الجیرداس شمتا شد که به عنوان کمیساریای بودجه و اداری اروپا منصوب شد. پس از نامزدی وی، توسط رئیس‌جمهور والداس آدامکوس برای خدمت در دفتر منصوب شد. با شروع کار، سیمونیت وظیفه داشت اقتصاد لیتوانی را پس از رکود بزرگ بهبود بخشد، در حالی که تولید ناخالص داخلی (GDP) لیتوانی در سال ۲۰۰۹ ۱۴٫۷٪ افت داشت. در حالی که سیمونیت در این سمت بود، به یکی از چهره‌های ریاضت اقتصادی برای بهبود اقتصاد لیتوانی توسط دولت تبدیل شد.

### مجلس
در سال ۲۰۱۵، سیمونیت پس از تأیید قصد خود برای کاندیدا شدن در انتخابات پارلمانی ۲۰۱۶، با هدف نمایندگی از حوزه انتخابیه آنتاکالنیس در ویلنیوس، بازگشت خود را به سیاست برنامه‌ریزی کرد. کرسی توسط نخست‌وزیر پیشین آندریوس کوبیلیوس بود، که تصمیم گرفت برای انتخاب مجدد در حوزه انتخابیه نامزد نشود. سیمونیت که به عنوان یک صندلی امن برای اتحادیه میهن شناخته می‌شود، به عنوان یک کاندیدای مستقل شرکت کرد، اما از اتحادیه میهن کمک انتخاباتی دریافت کرد. در انتخابات، سیمونیت یکی از تنها سه نامزد حوزه انتخابیه در سراسر کشور بود که بدون پیروزی در انتخابات دور دوم، در انتخابات پیروز شد، زیرا در دور اول ۵۱٫۵۴ درصد از انتخاب کنندگان در حوزه انتخابیه خود را به دست آورد. وی پس از پیروزی، صندلی خود را در سیماس گرفت.

### انتخابات ریاست جمهوری ۲۰۱۹
در سال ۲۰۱۸، سیمونیت تبلیغات انتخاباتی خود را برای ریاست جمهوری لیتوانی در انتخابات ریاست جمهوری ۲۰۱۹ اعلام کرد. سیمونیت که به عنوان یک نامزد مستقل ایستاده بود، به دنبال نامزدی حزب سیاسی اتحادیه میهن بود، در حالی که فقط Vygaudas Ušackas برای نامزدی روبرو بود. وی در نهایت با کسب ۷۹٪ آرا نامزد انتخابات شد.

### نخست‌وزیری
پس از انتخابات ریاست جمهوری سال ۲۰۱۹، سیمونیت به عنوان یک رهبر غیررسمی اتحادیه میهن و یکی از برجسته‌ترین سیاستمداران وابسته به حزب، علی‌رغم اینکه به‌طور رسمی مستقل بود، ظاهر شد. وی در انتخابات پارلمانی سال ۲۰۲۰ برای صعود به سیماس ایستاد، جایی که وی بار دیگر بیش از ۶۰٪ آرا را به دست آورد، در این انتخابات تنها یکی از سه نامزد حوزه انتخابیه در سراسر کشور شد که در انتخابات دور اول پیروز شد. پس از تأیید نتایج انتخابات، مشخص شد که اتحادیه میهن کرسی‌های زیادی را بدست آورده و از دولت فعلی به رهبری اتحادیه کشاورزان و سبزهای لیتوانی پیشی گرفته‌است.

## افتخارات و جوایز

### افتخارات

#### نشان ملی
- لیتوانی: صلیب افسر ویتاوتاس بزرگ[۱۴]